# Czarnobylska Elektrownia Jądrowa
Czarnobylska Elektrownia Jądrowa (ukr.  Чорнобильська атомна електростанція, Czornobylśka atomna ełektrostancija) – elektrownia jądrowa (zasilana materiałami rozszczepialnymi) na terenie Ukrainy. Leży 4 km od opuszczonego miasta Prypeć, 18 km od Czarnobyla i 110 km od centrum Kijowa.
Lokalizację elektrowni wybrano u schyłku 1966 r, w bezpośredniej bliskości wioski Kopaczi. W 1972 r. rozpoczęto wylewanie fundamentów pod pierwszy blok.
W skład elektrowni wchodziły:
- reaktor nr 1 – oddany do eksploatacji 26 września 1977 (najstarszy). 1 września 1982 doszło tam do drobnego wypadku i ulotnienia się nieznacznych skażeń z kilku uszkodzonych jednostek paliwowych; został naprawiony i uruchomiony ponownie. Ostatecznie został wyłączony 30 listopada 1996[4].
- reaktor nr 2 – uruchomiony 21 grudnia 1978, zamknięty 11 października 1991. Decyzja zamknięcia nastąpiła po pożarze turbiny prądotwórczej (nie było jednak zagrożenia skażeniem).
- reaktor nr 3 – uruchomiony 3 grudnia 1981, zamknięty 15 grudnia 2000.
- reaktor nr 4 – oddany do eksploatacji 21 grudnia 1983. 26 kwietnia 1986 doszło w nim do wybuchu o charakterze chemicznym.

Planowano również uruchomienie budowanych reaktorów nr 5 i 6, jednak po katastrofie budowę przerwano (docelowo elektrownia miała składać się z sześciu reaktorów) i miała być największym tego typu obiektem na świecie.
| Nr bloku                 | Blok 1    | Blok 2    | Blok 3    | Blok 4     | Blok 5           | Blok 6           |
| ------------------------ | --------- | --------- | --------- | ---------- | ---------------- | ---------------- |
| Typ                      | RBMK      | RBMK      | RBMK      | RBMK       | RBMK             | RBMK             |
| Model                    | RBMK-1000 | RBMK-1000 | RBMK-1000 | RBMK-1000  | RBMK-1000        | RBMK-1000        |
| Status                   | wyłączony | wyłączony | wyłączony | zniszczony | budowa przerwana | budowa przerwana |
| Data włączenia do sieci  | 1977      | 1978      | 1981      | 1983       | n.d.             | n.d.             |
| Data trwałego wyłączenia | 1996      | 1991      | 2000      | 1986       | n.d.             | n.d.             |
| Moc elektryczna brutto   | 1000 MW   | 1000 MW   | 1000 MW   | 1000 MW    | n.d.             | n.d.             |
| Moc termiczna            | 3200 MW   | 3200 MW   | 3200 MW   | 3200 MW    | n.d.             | n.d.             |

W grudniu 1995 Ukraina pod presją państw zachodnich i organizacji międzynarodowych podpisała w Ottawie memorandum, w którym zobowiązała się zamknąć elektrownię do końca 2000 roku. W zamian państwa tzw. wielkiej siódemki zobowiązały się przeznaczyć pomoc finansową na wyłączenie z eksploatacji elektrowni oraz wspierać Ukrainę w procesie modernizacji sektora energetycznego. Mimo oporu wielu ukraińskich parlamentarzystów i personelu elektrowni, a także osobistej niechęci prezydenta Łeonida Kuczmy, 15 grudnia 2000 nastąpiło zamknięcie ostatniego reaktora.
Pomimo zamknięcia elektrowni reaktory z paliwem jądrowym pozostawały wciąż aktywne, nasilił się problem przechowywania wypalonego paliwa jądrowego i zabezpieczenia poszczególnych obiektów. Elektrownia w Czarnobylu była głównym źródłem dochodów miejskiego budżetu Sławutycza (miasta-następcy ewakuowanej w 1986 r. Prypeci), a jej zamknięcie doprowadziło do pojawienia się szeregu problemów w sferze socjalnej i ekonomicznej miasta.
Obecnie elektrownia w Czarnobylu jest wyłączona z eksploatacji. Dostęp do bloków energetycznych elektrowni w Czarnobylu mają tylko pracownicy całą dobę czuwający nad wygaszonymi już reaktorami oraz okazjonalnie delegacje naukowe i niektóre specjalne wycieczki.
29 listopada 2016 roku wstępnie ukończono budowę nowego sarkofagu (Nowa Bezpieczna Powłoka, także: Arka), który nasunięto na uszkodzony reaktor. Finalnie Arkę oddano do użytku 10 lipca 2019 roku.
24 lutego 2022 roku w trakcie inwazji Rosji na Ukrainę, elektrownia została przejęta przez wojska rosyjskie, a jej pracownicy zostali w niej uwięzieni. Kilka lat później, w nocy z 13 na 14 lutego 2025 roku rosyjski dron uderzył w sarkofag pokrywający uszkodzony reaktor. Uderzenie uszkodziło zarówno zewnętrzną, jak i wewnętrzną powłokę łuku Nowej Bezpiecznej Powłoki, wraz ze sprzętem należącym do głównego systemu dźwigowego. Zaobserwowano również miejscowy pożar zarówno na zewnętrznej, jak i wewnętrznej powierzchni łuku NSC. Rosjanie zrzucili winę na Ukrainę nazywając to prowokacją.